# Округ Дејн (Висконсин)
Дејн (енгл. Dane County) је округ у америчкој савезној држави Висконсин.

## Демографија
По попису из 2010. године број становника је 488.073, што је 61.547 (14,4%) становника више него 2000. године.
| Група             | 2000.           | 2010.           |
| Белци             | 372.597 (87,4%) | 399.488 (81,9%) |
| Афроамериканци    | 17.069 (4,0%)   | 25.347 (5,2%)   |
| Азијати           | 14.735 (3,5%)   | 23.035 (4,7%)   |
| Хиспаноамериканци | 14.387 (3,4%)   | 28.925 (5,9%)   |
| Укупно            | 426.526         | 488.073         |